# Teasmade
Тисмейд (англ. teasmade) — некогда популярный в Соединённом Королевстве и некоторых странах Содружества автомат для приготовления чая. Он состоит из будильника и аппаратов для кипячения воды и приготовления заварки, размещается у постели и позволяет выпить чаю сразу после пробуждения. Примитивные версии автомата создавались ещё в викторианскую эпоху, но практически полезны стали только электрические устройства, разработанные в 30-е годы. Пик популярности тисмейдов пришёлся на 1960-е и 1970-е годы, после чего наступил спад, но в XXI веке они возродились в рамках популярности стиля ретро.
Название представляет собой торговую марку, перешедшую в разряд нарицательных (как в русском языке ксерокс или памперс).

## История
Чарльз Мейнард Уокер из Далвича опубликовал изобретение «Друг для тех, кто рано встаёт» (англ. Early Riser's Friend) в журнале «Работа» (англ. Work) 19 сентября 1891 года. Несмотря на подробное описание с иллюстрациями, устройство не было запатентовано.
Патентную заявку на «Самодействующий завариватель чая» подал 17 декабря того же года Сэмюэл Роуботтом (Эбби-роуд, 82, Дерби), который получил патент в следующем году. Устройство управлялось механическим будильником и использовало газовую горелку с постоянно зажжённым запальником. Существует фотография автора с его изобретением на выставке, но свидетельства производства автомата на продажу не найдены. Метод вытеснения кипятка в заварочный чайник через сифон под давлением пара используется до сих пор.
Подлинным изобретателем аппарата можно считать токаря Альберта Ричардсона из Эштона-под-Лайном, который продал машину (по неизвестной цене) оружейнику из Бирмингема Фрэнку Кларку. 7 апреля 1902 года Кларк зарегистрировал патент на «Аппарат, который сам делает чашку чая или кофе», а торговое название у него было «Часы, готовящие чай» (англ. A Clock That Makes Tea!). Он состоял из механического будильника, спиртовой горелки и опрокидывающегося чайника.
Джордж Абсолом 2 мая 1932 года заявил патент на электрический автомат для заваривания чая, который был ему выдан 2 ноября 1933 года под номером 400672. Торговой маркой этого устройства было Тисмейд (англ. Teesmade), как будто от реки Тис.
Аналогичное электрическое устройство в 1933 году, вскоре после Абсолома, запатентовал Уильям Бреннер Торнтон. Бреннер в 1934 году продал патент фирме «British Vacuum Cleaner and Engineering Co. Ltd.», которая продавала его под маркой «Goblin Teasmade» (от tea — чай) и сделала его одним из первых успешных автоматов этого рода.
Следующая модель, разработанная Торнтоном (патент 1934 года) производилась с 1936 года впервые под маркой Teasmade. Существенные части, согласно патентному эскизу — чайник с электрическим нагревателем, который включается будильником и через сифонную трубку опорожняется в заварочный чайник. При этом чайник становится легче и срабатывает пружинный выключатель нагрева.
Крупнейшая известная коллекция тисмейдов состоит из 172 образцов и находится у Шеридана Парсонса в Роял-Вуттон-Бассетте.

### Судьба торговой марки
В 1970-е Goblin был куплен Birmingham Sound Reproducers (BSR), а марка Teasmade перешла к Swan Housewares Limited, одной из дочерних структур BSR. В 1991 году торговая марка перешла к Moulinex, выкупившей Swan с другими брендами BSR, а после обрушения Мулинекс в 2001 году — к Littlewoods Retail Limited. Littlewoods слилась с Shop Direct Group в 2005 году и провела ребрендинг в The Very Group в 2019 году; на 2020 год собственник марки Teasmade — Littlewoods Limited.

## Современное производство
Серия Swan Teasmade STM с октября 2009 года производится в Китае и продаётся в сетевых магазинах Соединённого Королевства.
Breville Wake Cup производится фирмой Breville UK с 2012 года.
Продажи Micromark Tea Express прекращены в ноябре 2008 года, когда дочка Micromark, BDC, вступила в процедуру внешнего управления.

## В культуре
В клипе группы Queen на песню I Want To Break Free Брайан Мэй пробуждается тисмейдом.
Во второй серии третьего сезона полицейской драмы «Индевор» Goblin Teasmade становится причиной взрыва и смерти человека.